# Дворцовый мост (Берлин)
Дворцовый мост (Шлосбрюкке; нем. Schloßbrücke) — мост через канал Шпрее в восточном конце Унтер-ден-Линден в историческом центре Берлина. Памятник архитектуры, расположенный в районе Митте, соединяет исторические районы Фридрихсвердер и Шпрееинзель. Каменный мост, построенный в 1821—1824 годах по проекту Карла Фридриха Шинкеля, сменил старый деревянный Собачий мост через Шпрее. В 1951—1991 годах мост носил имя Маркса и Энгельса.
Сохранившиеся карты Берлина и Кёльна позволяют сделать вывод о том, что мост на этом месте существовал уже в XV веке. Он был необходим для доставки строительных материалов для первого берлинского Городского дворца через Купферграбен, который в то время носил название Медной канавы. Деревянный семиарочный мост на сваях с откидной средней частью назвали Собачьим: по нему со своими собаками отправлялись на охоту в Тиргартен царственные обитатели Городского дворца. Несмотря на все изменения, коснувшиеся Городского дворца и Унтер-ден-Линден, Собачий мост сохранился до 1736 года, когда его перестроил придворный плотник Бириг. Современная конструкция с системой противовесов для поднятия моста была создана в 1738 году. В 1806 году по этому мосту в Берлин въехал Наполеон.
Строительство нового парадного моста было поручено архитектору и старшему тайному советнику по вопросам строительства Карлу Фридриху Шинкелю, который представил первый проект моста в 1819 году. Строительство моста стало важной задачей в рамках нового оформления всей территории от Городского дворца до Оперной площади, ансамбль которой дополнили перестроенный Люстгартен и Новая караульня. Новый сводчатый мост предполагалось возвести из песчаника в три сегмента равного размера, чтобы он пропускал речной транспорт без разводных частей.
29 мая 1822 года состоялась церемония закладки первого камня в основание моста, и по этому случаю мост получил название Дворцовый. На 29 ноября 1823 года было назначено бракосочетание кронпринца Пруссии и будущего короля Фридриха Вильгельма IV. За день до этого ещё недостроенный Дворцовый мост был торжественно открыт. Берлинское студенческое общество в честь высокопоставленной невесты Елизаветы Людовики организовало факельное шествие к Люстгартену, на временном деревянном мосту возникла давка, люди падали в воду. Более 20 человек погибло, однако сообщений о трагическом происшествии в прессе не появилось по соображениям цензуры. Окончательно мост был передан в эксплуатацию лишь в 1824 году. Проект Шинкеля предусматривал для украшения моста восемь монументальных фигур на тему победы в Освободительных войнах, но из-за нехватки средств скульптуры были установлены лишь в 1857 году, уже после смерти архитектора.
В 1912 году русло Купферграбена было углублено, а в 1938 году мост был укреплён железобетонными конструкциями. Во Вторую мировую войну в отличие от соседних мостов Шлосбрюкке уцелел, получив лишь лёгкие повреждения во время боевых действий весной 1945 года. Скульптуры моста ещё в 1943 году были вывезены на хранение на запад.
В результате послевоенного раздела города на сектора мост оказался в советском секторе Берлина. В 1950—1952 году мост был отремонтирован, но скульптуры остались в западной части города. 1 мая 1951 года отреставрированный мост был переименован в мост Маркса и Энгельса в соответствии с новым названием Дворцовой площади. Лишь в 1981 году в рамках внутригерманского культурного обмена исторические скульптуры вернулись в Восточный Берлин, были отреставрированы и в 1983—1984 годах вернулись на свои постаменты на мосту. До августа 1989 года шла работа над другими деталями моста: были установлены новые фонари, обновлены декоративные элементы постаментов и ограждение и отремонтированы опоры.
3 октября 1991 года, в первую годовщину объединения Германии мосту было возвращено историческое имя Шлосбрюкке. В 1995—1997 годах был проведён капитальный ремонт моста.
|                                         |  |                                                  |  |                                                                                        |
| Дворцовый мост на проекте Шинкеля, 1819 |  | Вид с Дворцового моста на Городской дворец, 1900 |  | Мост Маркса и Энгельса и снесённое в 1996 году здание министерства иностранных дел ГДР |